# Суен Јафанг
Суен Јафанг (кин: 孙亚芳) кинеска је инжењерка и извршна директорка, која је обављала функцију председавајуће компаније Хуавеј од 1999. до 2018. Часопис Форбсу ју је 2016. сврстао на 38. место најмоћнијих жена на свету.

## Биографија
Дипломирала је на Универзитету за електронску науку и технологију у Кини 1982. године. Тада је почела да ради као техничар у ТВ фабрици. Године 1985. постала је инжењер у Пекиншком истраживачком институту за комуникациону технологију. Каријеру у Huawei започела је 1989. године, а председавајући постала је 1999.
У извештају Ције из 2011. године наводи се да је Суен радила за Министарство државне безбедности Народне Републике Кине и повезала је са народноослободилачком армијом.
У марту 2018. године Суен Јафанг је поднела оставку на место председавајућег компаније Huawei.

## Награде
У мају 2012. године примила је награду Светске телекомуникације и информационог друштва од Међународне телекомуникационе уније. Од 2014. године, према Форбсу је наведена као 81. најмоћнија жена на свету.